# Joan Woodward
Joan Woodward (1916-1971), foi uma socióloga industrial inglesa, ficou famosa ao organizar uma pesquisa para saber se os princípios de administração propostos pelas teorias administrativas se relacionavam com o êxito do negócio quando colocados em prática. A pesquisa envolveu uma amostra de 100 firmas de vários tipos de negócios, cujo tamanho oscilava de 100 a 8.000 empregados, situados no sul da Inglaterra. As 100 firmas foram classificadas em três grupos de tecnologia de produção, cada qual envolvendo uma diferente maneira de produzir.

## Pesquisas
As pesquisas de Joan incluem:
- Produção unitária ou oficina – a produção é feita por unidades ou pequenas quantidades, cada produto a seu tempo sendo modificado à medida que é feito. Os trabalhadores utilizam uma variedade de instrumentos e ferramentas. O processo produtivo é menos padronizado e menos automatizado. É o caso da produção de navios, geradores e motores de grande porte, aviões comerciais, locomotivas e confecções sob medida.
- Produção em massa ou mecanizada – a produção é feita em grande quantidade. Os operários trabalham em linha de montagem ou operando máquinas que podem desempenhar uma ou mais operações sobre o produto. É o caso da produção que requer máquinas operadas pelo homem e linhas de produção ou montagem padronizadas, como as empresas montadoras de automóveis.
- Produção em processo ou automatizada – produção em processamento contínuo em que um ou poucos operários monitorizam um processo total ou parcialmente automático de produção. A participação humana é mínima. É o caso do processo de produção empregado nas refinarias de petróleo, produção química ou petroquímica, siderúrgica, etc.

Os três tipos de tecnologia – produção unitária, massiva e em processamento contínuo – envolvem diferentes abordagens na manufatura dos produtos. Woodward verificou que a tecnologia extrapola a produção e influencia toda a organização empresarial.

### Conclusões
Conclusões de Woodward são as seguintes
- O desenho organizacional é afetado pela tecnologia usada pela organização: as firmas de produção em massa bem-sucedidas tendiam a ser organizada em linhas clássicas, com deveres e responsabilidades claramente definidos, unidade de comando, clara distinção entre linhas e staff e estreita amplitude de controle (5 a 6 subordinados para cada executivo). Na tecnologia de produção em massa, a forma burocrática de organização mostra-se associada ao sucesso. Porém, nos outros tipos de tecnologias – produção unitária e produção contínua – a forma organizacional mais viável nada tem a ver com os princípios clássicos.
- Há uma forte correlação entre estrutura organizacional e previsibilidade das técnicas de produção – a previsão de resultados é alta para a produção por processamento contínuo e baixa para a produção unitária (oficina). A previsibilidade dos resultados afeta o número de níveis hierárquicos da organização, fazendo com que haja forte correlação entre ambas as variáveis: quanto menos à previsibilidade dos resultados, tanto menos a necessidade de aumentar os níveis hierárquicos, e quanto maior a previsibilidade, tanto maior o número de níveis hierárquicos da organização.
- As empresas com operações estáveis necessitam de estruturas diferentes das organizações com tecnologia mutável – Organizações estruturadas e burocráticas com um sistema mecanístico de administração são mais apropriadas para operações estáveis, enquanto a organização inovativa com tecnologia mutável requer um sistema "orgânico" e adaptativo.
- Há um predomínio das funções na empresa – a importância de cada função, como vendas, produção e engenharia (ou Pesquisa e Desenvolvimento – P&D) na empresa depende da tecnologia utilizada.

Essas quatro pesquisas revelam a dependência da organização em relação ao seu ambiente e à tecnologia adotada. As características da organização não dependem dela própria, mas das circunstâncias ambientais e da tecnologia que ela utiliza. A Teoria da Contingência mostra que as características da organização são variáveis dependentes e contingentes em relação ao ambiente e à tecnologia. Isto explica a importância do estudo do ambiente e da tecnologia.
A hipótese básica da teoria de Woodward é que as empresas que mais se aproximam da estrutura adequada para suas tecnologias, deveriam ser as de maior sucesso. O sucesso é função de uma adequada adaptação tecnologia-estrutura, que pode ser conscientemente planejada para se tornar produção de grande quantidade e em massa, o que pode ocorrer de modo espontâneo em muitos casos.